# 긴테쓰 니시시기코사쿠선

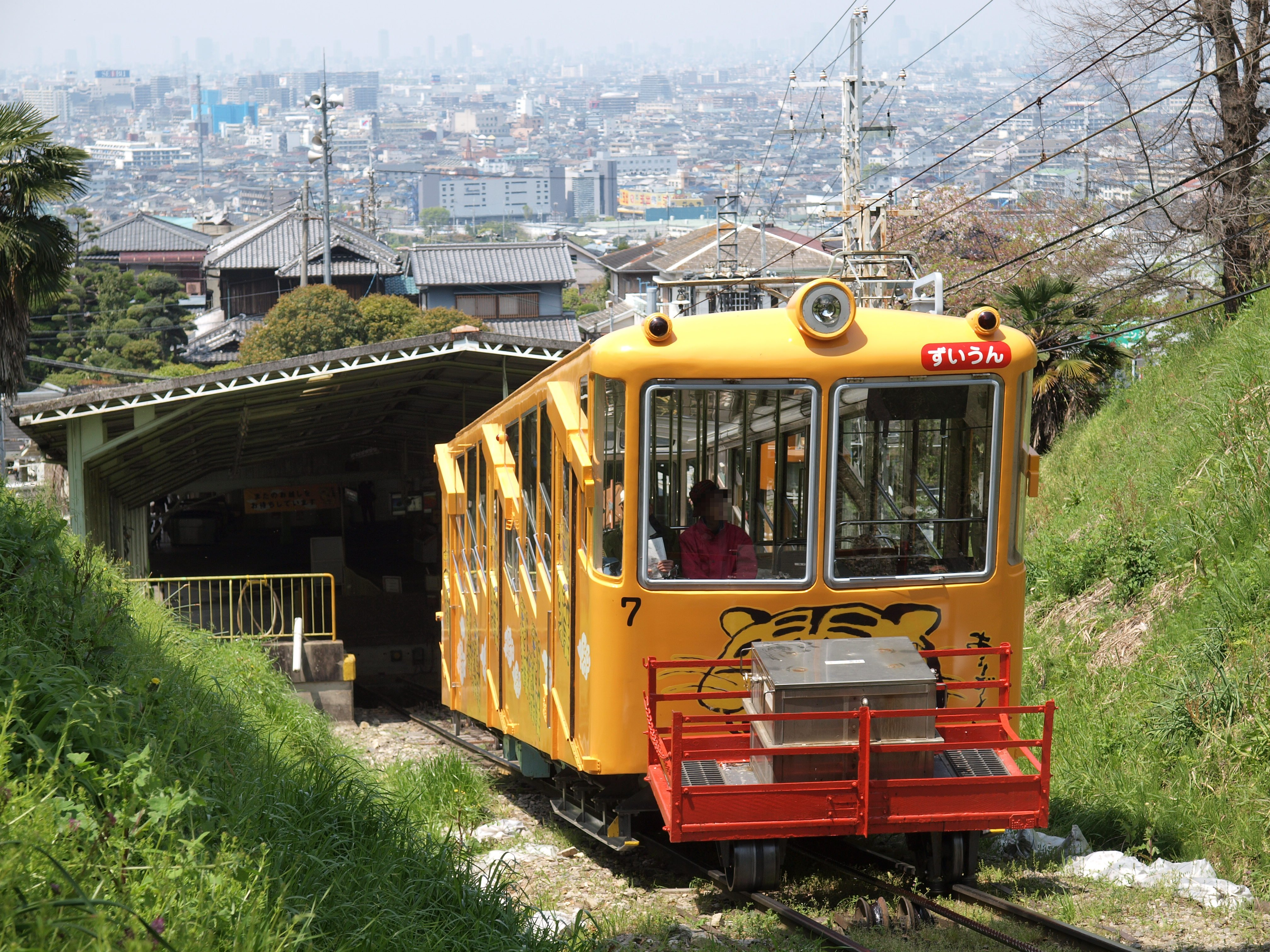

니시시기코사쿠 선(일본어: 西信貴鋼索線)은 일본 오사카부 야오시의 시기산구치 역부터 다카야스야마 역을 잇는 긴키 닛폰 철도의 강삭 철도 노선이며, 니시시기 케이블로 불린다.

## 노선 정보
- 노선 거리 (영업 거리) : 1.3km
- 수평 거리 : 1263m
- 방식 : 단선 2량 교주식
- 궤간 : 1067mm
- 역 수 : 2역 (기종점역 포함)

전 구간, 오사카 수송 총괄부의 관할.

## 역 목록
| 역명         | 일어 역명 | 로마자 역명   | 역간 거리 | 누계 거리 | 접속 노선              |
| ------------ | --------- | ------------- | --------- | --------- | ---------------------- |
| 시기산구치   | 信貴山口  | SHIGISANGUCHI | -         | 0.0       | 긴키 닛폰 철도 시기 선 |
| 다카야스야마 | 高安山    | TAKAYASUYAMA  | 1.3       | 1.3       |                        |